# Ernst Maring
Ernst Maring (ur. 31 marca 1936 roku w Brunszwiku) – niemiecki kierowca wyścigowy.

## Kariera
Maring rozpoczął karierę w międzynarodowych wyścigach samochodowych w 1964 roku od startu w wyścigu XIV Großer Preis der Solitude, w którym uplasował się na dziesiątej pozycji w końcowej klasyfikacji. W późniejszych latach Niemiec pojawiał się także w stawce Europejskiego Pucharu Formuły 3, Solituderennen, Formula 3 Hessenpreis, Brytyjskiej Formuły 3 BRSCC John Player, Niemieckiej Formuły 3, Brytyjskiej Formuły 3 BARC, Włoskiej Formuły 3 oraz Europejskiej Formuły 3 (20. miejsce w 1975 roku).